# Queiriga
Queiriga est une freguesia du Portugal, située dans le district de Viseu et la région Centre. Elle est située sur le territoire de la municipalité de Vila Nova de Paiva qui se situe à environ 6 km. À proximité de Queiriga se trouvent des mines de tungstène ainsi que des dolmens archéologiques, A Orca dos Junçais.

## Géographie
Queiriga est sur un plateau à une altitude moyenne de 800 m, situé à environ 4 km de la rive gauche du fleuve Paiva et environ 3,5 km de la rive droite de la rivière Vouga.
Le paysage de Queiriga est bordé de forêt de pin (Pinus pinaster), de chêne (Quercus robur). Mais face à la recrudescence des feux de forêt, le pin est remplacé par l’eucalyptus qui est moins rapidement inflammable.

Les espaces ouverts de broussailles sont occupés par les herbes pour les animaux de pâturages.
Queiriga est limitrophe :
- au nord, Vila Nova de Paiva,
- à l'est, Fráguas,
- au sud, Lousadela,
- à l'est et au sud, Sátão,
- au sud-ouest, de Viseu,

## Histoire
La paroisse "Queiriga" doit son existence à l'époque de la domination romaine. De nombreuses traces existent dans la région. Cependant, il n'est pas exclu la possibilité d'une occupation humaine dans des temps plus reculés. Nous retrouvons aujourd’hui des dolmens un peu partout dans la région.
Avant la monarchie portugaise, le territoire de cette paroisse faisait partie de la «terra» ou « julgado de Cota » et appartenait au comte D. Henrique et sa femme D. Teresa.
En 1128, D. Teresa a fait don de « Fráguas » à Garcia Garcês et sa femme D. Elvira Mendes. Ainsi occupant une bonne partie de la «terra», le territoire de l'actuelle paroisse a été notifié sur la carte de la région.
Après 1223, Queiriga et tout le pays de Cota ont été donnés à son beau-fils D. Martim Fernandes et à sa femme D. Estefânea Soares.
D. Martim Fernandes a fait don de Queiriga et probablement toutes les autres terres à l'Ordre des Hôpitaux.
Le curé de Queiriga de 1758, dans ses mémoires situe Queiriga dans une plaine entourée de montagnes en friches.

Au sud d'un petit ruisseau, tributaire de la rivière vougo, qui traverse le centre de la paroisse, se dresse une de ces montagnes dont les sommets les plus élevés de Queiriga sont les "cabeços de Sao-Miguel". Malgré l'endroit désertique et l'altitude devait exister, à un temps, une chapelle de cette invocation, peut-être un lointain vestige d'un vieux culte païen.
Il est dit que "cabéço de Sao Miguel" était naturellement lié à la défense de population préhistorique et les "cabéças de Antas", toponymie démontrant l’existence de population préhistorique, qui errait et se défendait dans cet aride couloir montagnard. Ces ancêtres ont laissé des marques de leurs présences par le biais de dolmens ou de monuments funéraires de type dolmens dans la région de Vila Nova de Paiva

## Site archéologique

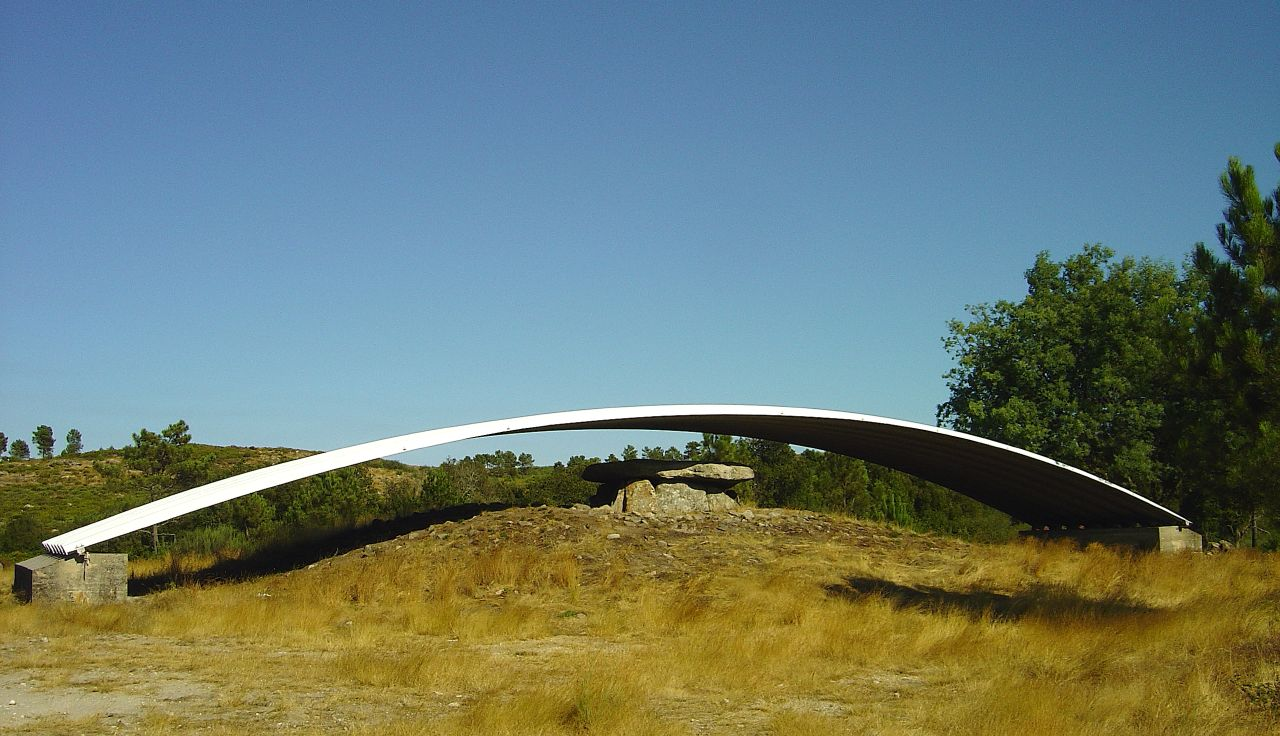
Orca dos Juncais

De nombreux travaux et inventaires des fouilles archéologiques ont été réalisés dans la région de l'Alto Paiva dans le district de Viseu.
De nombreux sites archéologiques ont pu être mis au jour. Grâce à l’utilisation du processus de datation par le carbone 14, les sites datent principalement de la fin du Néolithique (9000 ans av. J.-C. et 3300 ans av. J.-C.).
Orca dos Juncais est situé à environ 2 km de Queiriga à une altitude de 809 m. Ce monument classé comme "monument national" au Portugal est de forme rectangulaire et possède une petite chambre dans son centre. Il s'agit d’une sépulture individuelle ou, au moins celle d’une utilisation restreinte. Il a été construit probablement au cours de la seconde moitié du IVe millénaire av. J.-C..
En plus des vestiges archéologiques ci-dessus, Queiriga a encore l'église paroissiale et les chapelles de Santa Eufemia et des sanctuaires.

## Démographie
| 1801 | 1849 | 1900 | 1930 | 1960 | 1981 | 1991 | 2001 | 2004 |
| ---- | ---- | ---- | ---- | ---- | ---- | ---- | ---- | ---- |
| -    | -    | -    | -    | -    | -    | -    | 712  | -    |

## Population
Les ancêtres partirent à la recherche d'une vie meilleure et l'habitude d'émigrer transmis de génération en génération :
Dans les années 1950, beaucoup sont partis pour le Brésil.
Dans les années 1960 et 70, la France était la destination la plus désirée pour quitter la Dictature nationale.
Au début des années 1980, la Suisse fait partie des préférences des migrants.
Au début des années 1990, nombreux ont opté pour l'Allemagne.
La majorité des habitants ont émigré vers la France, s’installant dans les villes d’Orsay, Les Ulis, Pau, Annecy, Bordeaux...
Après une année de travail intense, les migrants appliquent le dicton «bon fils rentre à la maison» et consacrent deux, trois, voire quatre semaines pour être avec leurs proches.
En été, la population passe de 715 à près de 3 000 habitants.
Queiriga a la particularité d’être le village « le plus français » du Portugal.

## Économie
L'agriculture, l'élevage et la vente forestière sont encore les principales activités des habitants de Queiriga.
Durant la saison juillet-aout, les commerçants et les artisans locaux réalisent leur plus gros chiffre d'affaires annuel avec l'arrivée de ces migrants.
Le village comporte 3 cafés dont un faisant restaurant midi et soir, et un café associatif "Os Queiriguenses". Cette association participe à l'animation du village avec les plus jeunes et les plus vieux du village.

## Actualité
Le 12 août 2008, le Maire d’Orsay, David Ros, élu récemment au cours des dernières élections municipales françaises, s’est déplacé jusqu’à Vila Nova de Paiva, une commune dans le district de Viseu avec laquelle Orsay est jumelée, afin de participer à la Journée de l’Émigrant et pour inaugurer la place de l’Europe dans l’un des ronds-poids de cette ville de la région Beira.
Marie Hélène Aubry, le Maire sortant aux dernières élections d’Orsay, ainsi que David Ros, l’actuel Maire d’Orsay, ont assisté à une soirée de la fête du village.
La ville de Limours est également jumelée (jumelage de cœur) avec Queiriga. Ce lien est célébré chaque année à la fin juin de manière festive et conviviale avec la fête franco-portugaise.